# Nariño (Antioquia)
Nariño – miasto w Kolumbii, w departamencie Antioquia.